# 海勒·阿格奈什
海勒·阿格奈什（匈牙利語：Heller Ágnes，1929年—2019年），英文译名阿格妮丝·赫勒，布达佩斯人，匈牙利女哲学家、異議人士。东欧新马克思主义学者、布达佩斯学派代表人物。

## 生平
生于布达佩斯的一个中产阶级犹太家庭。
1947年进入布达佩斯大学学习，加入了共产党，曾是卢卡奇的学生和助手。在反蘇聯統治的1956年起義遭鎮壓後，海勒是後來成立的「布达佩斯学派」成員之一。是匈牙利異議人士。因1968年的布拉格之春後遭標誌為異議分子。1977年移居澳大利亚，20世纪80年代中期移居美国，受聘为纽约社会研究新学院政治学与社会科学研究生院的哲学教授，后为名誉教授。
2019年7月19日，她在巴拉顿湖畔的巴拉頓奧爾馬迪游泳时溺水身亡。

## 作品
代表作包括《日常生活》（1970年）、《超越正义》（1988年）、《现代性理论》（1999年）、“道德三部曲”等。

## 获奖
- 莱辛奖（1981年）
- 汉娜·阿伦特奖（1995年）
- 大十字星级匈牙利共和国功勋勋章（2004年）
- 松宁奖（2006年）
- 赫尔曼·科恩奖（2007年）
- 布达佩斯荣誉市民（2008年）
- 歌德奖章（2010年）
- 瓦伦贝格奖章（2014年）

## 中文译本
- 阿格妮丝·赫勒. . 由王秀敏翻译. 黑龙江大学出版社. 2012年3月. ISBN 9787811294804.
- 阿格妮丝·赫勒. . 东欧新马克思主义译丛. 由衣俊卿等翻译. 黑龙江大学出版社. 2011年5月. ISBN 9787811293937.
- 阿格妮丝·赫勒. . 由衣俊卿翻译. 重庆出版社. 2010年11月. ISBN 9787229026783.

## 延伸阅读
- 傅其林. . 巴蜀书社. 2006年7月. ISBN 9787806598405.
- 赵司空. . 上海社会科学院博士后文库. 上海社会科学院出版社. 2013年8月. ISBN 9787552003345.